# 832
Năm 832 là một năm trong lịch Julius.